# Sclerostomus koikei
Sclerostomus koikei es una especie de coleóptero de la familia Lucanidae.

## Distribución geográfica
Habita en Perú.